# Veneto Classic
Veneto Classic je jednodenní cyklistický závod konaný v provincii Benátsko na severu Itálie. První ročník závodu se konal v roce 2021 jako součást UCI Europe Tour na úrovni 1.1. V roce 2023 se závod stal součástí UCI ProSeries.

## Seznam vítězů
| Rok  | Země      | Jezdec              | Tým                 |
| ---- | --------- | ------------------- | ------------------- |
| 2021 | Itálie    | Samuele Battistella | Astana–Premier Tech |
| 2022 | Švýcarsko | Marc Hirschi        | UAE Team Emirates   |
| 2023 | Itálie    | Davide Formolo      | UAE Team Emirates   |
| 2024 | Dánsko    | Magnus Cort         | Uno-X Mobility      |